# Neoscaptia torquata
Neoscaptia torquata är en fjärilsart som beskrevs av Rudolph van Eecke 1929. Neoscaptia torquata ingår i släktet Neoscaptia och familjen björnspinnare. Inga underarter finns listade i Catalogue of Life.